# Dominikańskie Ośrodki Informacji o Nowych Ruchach Religijnych i Sektach
Dominikańskie Ośrodki Informacji o Nowych Ruchach Religijnych i Sektach – prowadzone przez dominikanów organizacje oraz ruchy antykultowe, zajmujące się działalnością informacyjną oraz pomocową dla osób poszkodowanych uczestnictwem w nowych ruchach religijnych.

## Cele oraz działalność
Deklarowanym celem tych ośrodków jest informowanie o nowych ruchach religijnych i „sektach”, z wyłączeniem udzielania pomocy materialnej domniemanym ofiarom. W latach 2000. witryny Ośrodków wymieniały kilkadziesiąt nowych ruchów religijnych oraz związków wyznaniowych, często prezentując jedynie punkt widzenia katolicyzmu. 

## Krytyka i kontrowersje
Przedstawiciele nowych ruchów religijnych oraz obrońcy wolności religijnej oskarżają czasem dominikanów o pobudzanie uprzedzeń religijnych wobec przedstawicieli innych wyznań legalnie działających w Polsce. Określenia takie jak sekta lub psychomanipulacja mają być ich zdaniem jedynie sposobem walki z konkurencją dla wiary katolickiej. Nie negując istnienia sekt czy też ruchów rzeczywiście szkodliwych, podnoszą oni, iż samo umieszczenie informacji o legalnie działającym związku wyznaniowym w kontekście „sekty” i „psychomanipulacji” ma negatywny wpływ na ich wizerunek i postrzeganie społeczne, niezależnie od prezentowanej na ich temat treści.
Część z takich ruchów nie spełnia definicji sekty destrukcyjnej, ponadto są wśród nich także związki wyznaniowe legalnie działające na terenie Polski. Do „niszczących duchowych zagrożeń” zaliczano czasami aikido, wróżbiarstwo czy reiki. 

Ośrodki są także krytykowane przez niezależnych religioznawców. W opinii doktora Zbigniewa Paska z Pracowni Dokumentacji Wyznań Religijnych w Instytucie Religioznawstwa Uniwersytetu Jagiellońskiego, Ośrodki z definicji są niezdolne do obiektywizmu:
w kwestiach dotyczących tak delikatnej materii, jaką jest religia, nie powinni wyrokować i pouczać potencjalni konkurenci.
Krytyka ośrodków pochodzi też ze strony przedstawicieli wyznań powiązanych z hinduizmem i buddyzmem, którzy uważają, iż materiały publikowane na stronie Ośrodków zawierają pomówienia i nieprawdę na ich temat oraz prowokują ataki na tle religijnym. 
W 2021 roku sam DOIoNRR został nazwany sektą w prasie polskiej i zagranicznej po ujawnieniu skandalu seksualno-ideowego w jego wrocławskim ośrodku i poza nim, wywołanego przez zakonnika zwalczającego wtedy takie „sekty”.

Sam ośrodek dopuszczał taką możliwość na swojej witrynie:
[...] grupa działająca w Kościele Katolickim może stać się sektą [...] W pracy naszych ośrodków spotykaliśmy przypadki w których brak reakcji na nadużycia i manipulację występujące w grupie, doprowadzał do stopniowego przekształcenia się zdrowej wspólnoty w grupę destrukcyjną (sektę).